# Чупряково
Чупрякове (рос. Чупряково) — село в Одинцовському районі Московської області Російської Федерації.

## Розташування
Село Чупрякове входить до складу міського поселення Кубинка, воно розташовано на південний захід від Кубинки, на березі Нарських ставів, поруч із Мінським шосе М1. Найближчі населені пункти, Селище рибкомбінату «Нара», Соф'їно, Асаково. Найближча залізнична станція Кубинка.

## Населення
Станом на 2006 рік у селі проживала 1951 особа.